# Hejőbába
Hejőbába község Borsod-Abaúj-Zemplén vármegyében, a Tiszaújvárosi járásban.

## Fekvése
Miskolctól közúton 23 kilométerre délre fekszik. A környező települések közül Nemesbikk 3, Szakáld 4, Sajószöged 5, Hejőpapi pedig 7 kilométerre található, a legközelebbi város a 11 kilométerre fekvő Tiszaújváros.

### Megközelítése
Közúton több irányból is megközelíthető: Hejőszalonta-Szakáld felől a 3309-es, Sajószöged felől a 3311-es, Hejőpapi és Tiszaújváros felől pedig a 3312-es úton érhető el.
A hazai vasútvonalak közül (bezárásáig) a Mezőcsát–Hejőkeresztúr-vasútvonal érintette, melynek egy megállási pontja volt itt; Hejőbába-Hejőpapi megállóhely közvetlenül a két névadó település határvonalán létesült, nem messze a 3312-es út vasúti keresztezésétől, közúti elérését az abból kiágazó, rövidke 33 311-es számú mellékút biztosította.

## Története

### A név és eredete
Először 1234-ben említik, Baba néven, mely egyes feltevések szerint az ószláv baba, azaz vénasszony szóból származik (vö. „bába”.) Kevésbé elfogadott hipotézis az, hogy a magyar "bába" főnévből keletkezett a település neve. Az előtag vízmelletiségre utal. A Hejő a Tisza egyik mellékfolyója. Az 1300-as pápai tized-jegyzékben Bábának, illetve Babilnak nevezik a települést. A 19. században kapja a Hejő előtagot, ami különféleképpen kapcsolódik az utótaghoz a forrásokban. 1898-tól a település neve hivatalosan is Hejőbába.

### A honfoglalás előtti időszak
A Krisztus születése körüli időkben Borsod vármegye déli részébe az iráni származású szarmaták költöztek, ezt bizonyítja sok leletanyag, amelyek a környező településeken kerültek elő. A szarmatákat kvádok, majd vandálok követték. A 270-es évektől, pedig gepidák lakják a térséget, akiknek csodálatos arany berakásos ékszerei Mezőkövesdről kerültek elő.
A hejőbábai terület a római császárkorban, és a népvándorlás ideje alatt is valószínűleg lakott lehetett. Ennek bizonyítékait 1953-ban regisztrálták. Római pénzérméket, germán fibulákat, és gyöngyöket találtak a közelben a régészek. A népvándorlás korában is lakott volt a vidék, sok gepida, avar és hun lelet került napvilágra a környéken.

### A honfoglalástól napjainkig
A honfoglalás időszakában Borsod vármegyét két nemzetség szállta meg. Bors nemzetsége alapította meg Borsod várát, illetve tőle származik a későbbi Miskolc-nem is. Az Örs-nemzetség szállásterületei később, a 11-ik század második felében kisajátították és Borsod vármegyéhez csatolták. Az így kialakuló vármegye szolgálatára rendelte Szent István király a közeli falvakat, így Bábát is.
1266-ban V. István kivette Bábát a várföldek sorából, és az itt élő várjobbágynak, Jacow fia Dénesnek adta a falut és őt a királyi szerviensek közé emelte. Az említett család lett a falu első birtokosa, és később felvették a Baba-i nevet. A 14. század pápai tizedejegyzékéből megállapítható, hogy a falu hasonló nagyságú volt, mint a környező települések. Itt vezetett egyébként a vármegye egyik fő kereskedelmi útvonala is.
Birtokperek következtében Hejőbábát az 1400-as években két részre osztották. Így született meg Alsó- és Felsőbába. Ez a felosztás, viszont valószínűleg nem jelentett két települést, a korabeli források egy egységes faluról szólnak, és a két megnevezés csak birtoktestekre vonatkozik. A 15. században más családok is kapnak javakat Bábán (például Czudarok, Sydok és Csányik). Ekkora a bábai birtokok felaprózódtak több család között.
A békés időszakot a török támadások követték. 1544-ben a budai Mehmed pasa Hatvan felől vezetett támadást, Heves vármegyén keresztül jött és feldúlta egész Dél-Borsodot, így Bábát is. A török időkben hódoltsági terület volt, adót kellett fizetnie. A főbb kereskedelmi utaktól távol esett, ezért a 16–17. század gazdasági fejlődése elkerülte.
A parasztokra nehezedő terhek, a jobbágyok egyre nehezebb helyzete miatt ebben a térségben bontakoztak ki a kor nagy parasztfelkelései, és a Thököly-féle mozgalom is. A Rákóczi-szabadságharc után elnéptelenedett, csak akkor települt be újra, amikor a birtokosok kedvezményekkel segítették ezt elő.
A második világháború idején orosz légitámadás érte Hejőbábát, az orosz katonák végigdúlták a falut, a németek pedig felégették a (Hejőpapival közös) vasútállomást.
2007. március 4-én a mezőcsáti szárnyvonalon megszűnt a személyszállítás.

## Közélete

### Polgármesterei
- 1990–1994: Juhász Barnabás (független)[3]
- 1994–1998: Juhász Barnabás (független)[4]
- 1998–2002: Juhász Barnabás (független)[5]
- 2002–2006: Juhász Barnabás (független)[6]
- 2006–2010: Juhász Barnabás (független)[7]
- 2010–2014: Juhász Barnabás György (független)[8]
- 2014–2018: Juhász Barnabás György (független)[9]
- 2018–2019: Kovács Katalin (független)[10]
- 2019–2024: Kovács Katalin (független)[11]
- 2024– : Kovács Katalin (független)[1]

A településen 2018. április 8-án időközi polgármester-választást kellett tartani, az előző polgármester néhány hónappal korábban bekövetkezett halála miatt. A posztért meglehetősen sok, hét jelölt indult, a győztes 39,22 %-os eredménnyel szerzett mandátumot.

## Népesség
A település népességének változása:
| Lakosok száma | 1913 | 1871 | 1899 | 1864 | 1913 | 1890 | 1877 |
|               | 2013 | 2014 | 2015 | 2021 | 2022 | 2023 | 2024 |

2001-ben a település lakosságának 96%-a magyar, 4%-a cigány nemzetiségűnek vallotta magát.
A 2011-es népszámlálás során a lakosok 77,5%-a magyarnak, 14,7% cigánynak, 0,2% németnek, 0,2% románnak mondta magát (22,4% nem válaszolt; a kettős identitások miatt a végösszeg nagyobb lehet 100%-nál). A vallási megoszlás a következő volt: római katolikus 47,2%, református 14,5%, görögkatolikus 1,1%, felekezeten kívüli 5,4% (30,7% nem válaszolt).
2022-ben a lakosság 91,6%-a vallotta magát magyarnak, 16,5% cigánynak, 0,5% németnek, 0,2% szlováknak, 0,2% románnak, 0,1-0,1% görögnek, bolgárnak, ukránnak és szerbnek, 1,4% egyéb, nem hazai nemzetiségűnek (8,1% nem nyilatkozott; a kettős identitások miatt a végösszeg nagyobb lehet 100%-nál). Vallásuk szerint 36,2% volt római katolikus, 17,7% református, 1,8% görög katolikus, 1,5% egyéb keresztény, 0,1% evangélikus, 0,1% ortodox, 11,2% felekezeten kívüli (28,6% nem válaszolt).

## Képek

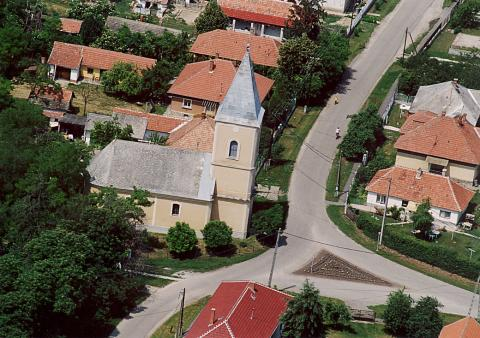
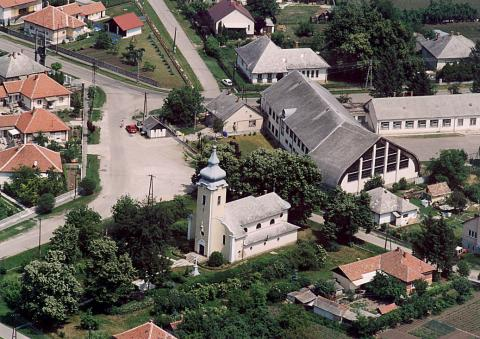